# Suezichthys soelae
Suezichthys soelae là một loài cá biển thuộc chi Suezichthys trong họ Cá bàng chài. Loài này được mô tả lần đầu tiên vào năm 1985.

## Từ nguyên
Từ định danh của loài được đặt theo tên của tàu nghiên cứu Soela của Úc, là con tàu đã đánh lưới hầu hết các mẫu vật của loài cá này.

## Phạm vi phân bố và môi trường sống
S. soelae có phạm vi phân bố ở Đông Nam Ấn Độ Dương, và có lẽ là ở cả Tây Thái Bình Dương (không chắc chắn). Đây là một loài đặc hữu của Úc, và chỉ được biết đến dọc theo bờ biển bang Tây Úc. Những ghi nhận về sự xuất hiện của S. soelae ở phía nam Nhật Bản và quần đảo Ogasawara có thể thuộc về một loài mới chưa được biết đến.
Loài này sống gần các rạn đá ngầm ở thềm lục địa. Độ sâu tìm thấy chúng được ghi nhận trong khoảng từ 32 đến 75 m ở Tây Úc.

## Mô tả
S. soelae có chiều dài cơ thể tối đa được ghi nhận là 10,3 cm. Cá đực trưởng thành có màu nâu ở lưng và đỉnh đầu, chuyển dần sang màu cá hồi (hồng cam nhạt) ở thân dưới và bụng. Loài này khác với các họ hàng cùng chi bởi chỗ có 4–6 đốm đen ở nửa trên của vây đuôi. Vây ngực trong suốt, có màu hồng nhạt; trên gốc vây có một đốm đen mờ. Vây bụng màu trắng. Có các hàng vảy trên má: 2 hàng ở sau mắt và 3 hàng ở dưới mắt. Có 4–5 vảy ở trước vây lưng. Vảy trên cơ thể lớn. Sau mắt của chúng có một dải nâu kéo dài đến nửa trên cuống đuôi. Vây lưng có một dải màu sẫm ngay giữa, dọc theo chiều dài vây.
Số gai ở vây lưng: 9; Số tia vây ở vây lưng: 11; Số gai ở vây hậu môn: 3; Số tia vây ở vây hậu môn: 10; Số gai ở vây bụng: 1; Số tia vây ở vây bụng: 5; Số đốt sống: 25.